# Westluidense Poort

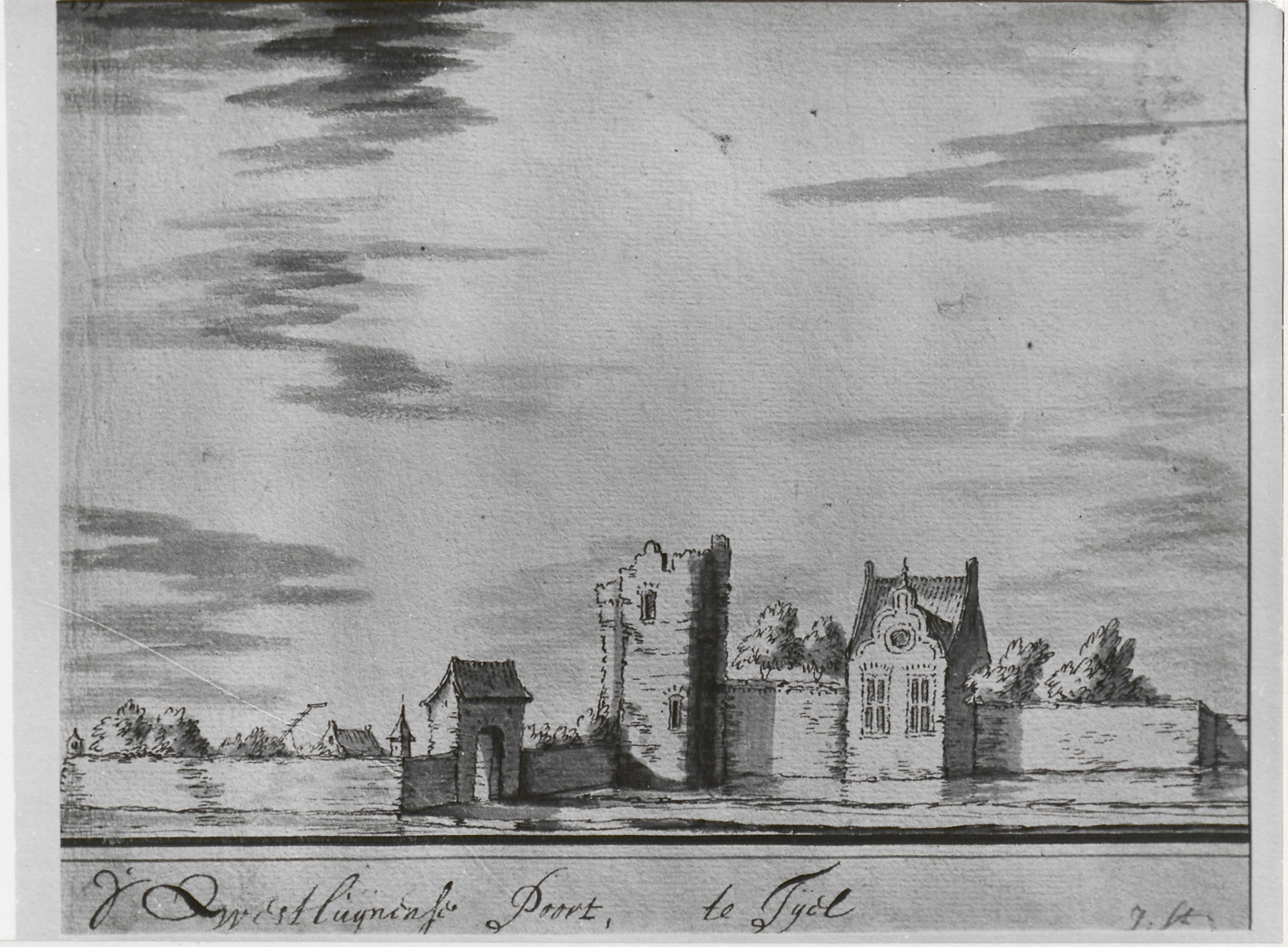
De Westluidense Poort rond 1700
door J. Stellingwerf

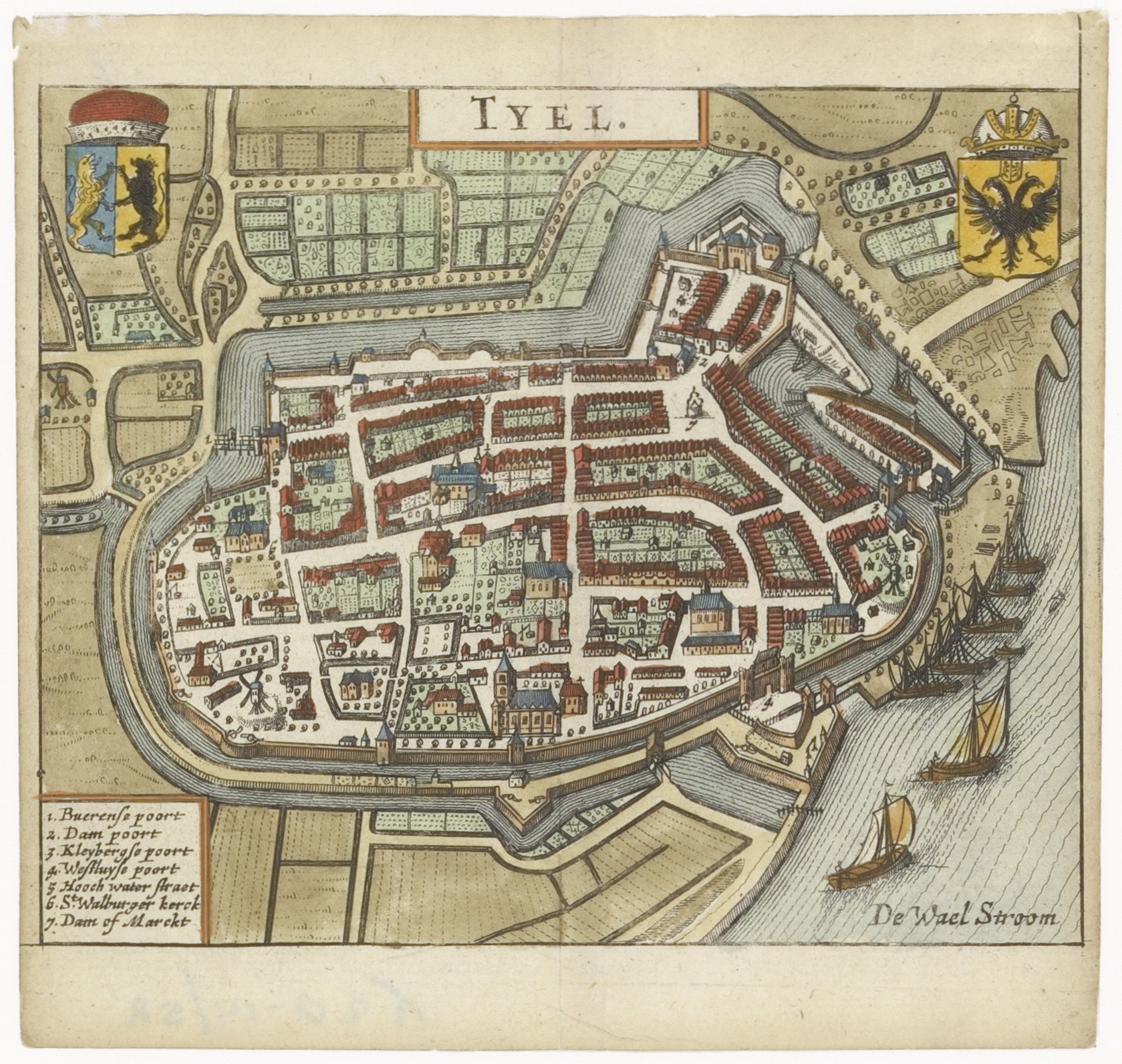
Tiel in 1635. Bovenaan de wapens van Gelre en van Tiel. De Westluidense Poort ligt rechtsonder op de plattegrond (nr 4).

De Westluidense Poort was in de middeleeuwen een stadspoort aan de zuidkant van de oude binnenstad van Tiel. Hij was gesitueerd aan het huidige Bleekveld. De poort was, evenals de Burense Poort, de Zandwijckse Poort en de Kleibergse Poort een van de vier hoofdpoorten die toegang gaven tot de stad.

## Geschiedenis
De stadspoorten dateren ruwweg uit het midden van de vijftiende eeuw. Waarschijnlijk zijn daaraan (met uitzondering van de Zandwijckse Poort) eenvoudiger afsluitingen voorafgegaan uit het midden van de dertiende eeuw: de oudste vermelding van de Tielse vestingwerken dateert uit 1286, in een bewaard gebleven afrekening van de Dordtenaren van door hen gemaakte kosten bij een veldtocht tegen Tiel waarbij ze alle vestingwerken hadden verwoest.
Voor 1500 werd de Westluidense Poort Loitmanspoort genoemd. Volgens Huub van Heiningen is deze naam afkomstig van de op de poort wonende loitmeester of landmeter. Daarna werd alleen nog over Westluidense Poort gesproken. Westluiden wil zeggen westelijke 'leede' of afwatering: de stadsgracht waterde hier via een sluis af op de Waal. De oude wijk Westluiden heet tegenwoordig Hertogenwijk. De hoofdpoort stond in het verlengde van de Westluidensestraat. Rechts van de hoofdpoort was een vrijstaand voorpoortje.

### Versterking van de vesting
In 1471 viel de hertog van Bourgondië, Karel de Stoute het hertogdom Gelre binnen en werd Gelre door zijn troepen bezet. De bevolking steunde echter Karel van Gelre, die het opnam tegen de Bourgondiërs en hun erfgenamen, de Habsburgers. In 1518 gaf Karel van Gelre vestingbouwer Hendrik Collaert de opdracht Tiel uit te bouwen tot een sterke vesting om een overmacht te kunnen weerstaan. Hierbij werden de Burense Poort en de Westluidense Poort verstevigd en uitgebreid tot dubbele poorten, er kwam een tweede stadsgracht en bij de vier stadspoorten werden driehoekige bolwerken aangelegd. De stadswal tussen de beide grachten (nu de Hucht) werd Collaertswal genoemd. De op de wal gebouwde Huchtpoort was een op zichzelf staande voorpoort waar men doorheen moest om bij de Westluidense Poort te komen, omdat het bastion een rechtstreekse benadering van de stadspoort verhinderde. De beide torens op het bolwerk vormden een tweede voorpoort. Daarna volgde een smalle toegangsweg naar de Westluidense Poort.
Op 25 juli 1528 werd Tiel omsingeld door een Habsburgs leger van 15.000 man onder bevel van Floris van Egmont. Floris van Egmont bevond zich met zijn troepen aan de noordoost kant van de stad voor de Sandwijckse Poort, Georg Schenck van Toutenburg aan de zuidkant voor de Westluidense Poort. Schenck van Toutenburg zette de aanval in, maar Jelis van Riemsdijk, de ambtman van Maas en Waal, slaagde erin de aanvallen af te slaan. Na drie bestormingen werd het beleg in de nacht van 12 op 13 augustus opgebroken.
Al sinds de twaalfde eeuw werd bij Tiel tol geheven van de schippers op de Waal. In 1712 werd op het vervallen bolwerk van de Westluidense Poort een grote tolkamer gebouwd. Bij die gelegenheid werden de torens hersteld en voorzien van torenkamers. Hier werd nog honderd jaar lang tol geheven, tot Napoleon daar een eind aan maakte.

### Afbraak
In 1795 werd de Republiek der Zeven Verenigde Nederlanden veroverd door het Franse leger en kwam er ook in Tiel een patriottisch bewind. De buitenpoort van Westluiden werd voor afbraak verkocht om vlak buiten de stad een exercitieveld te creëren. Het bolwerk met de muren en de voorpoort werden gesloopt en de gracht gedeeltelijk gedempt met het vrijgekomen sloopmateriaal.
Halverwege de negentiende eeuw is ook de Westluidense Poort afgebroken om plaats te maken voor een wandelgebied, dat werd ontworpen door tuinarchitect Karel George Zocher. De poort en wallen werden in 1851 met de resterende bijhorende stukken stadsmuur voor fl. 1040 gekocht en afgebroken door kastelein Hendrik Koenen, die gedeeltelijk op de fundering van de poort en wellicht zelfs met hergebruik van de stenen een herberg liet bouwen (het latere restaurant Lotus). Het jaartalsteentje is nog aanwezig in de muur van het pand.
De Huchtpoort op de Collaertswal werd in 1939 nog gerestaureerd maar werd in de Tweede Wereldoorlog zo zwaar gehavend dat men in 1945 besloot hem af te breken.
Sinds 2017 is cultuurcentrum Zinder gevestigd op het Bleekveld, dat onderdeel was van het bolwerk bij de Westluidense Poort.
Burcht van Tiel · Burense Poort · Dampoort · Hof van Arkel · Huchtpoort · Strotoren · Tolhuis · Waterpoort · Westluidense Poort · Zandwijckse Poort